# 黒岩彰
黒岩 彰（くろいわ あきら、1961年9月6日 - ）は、1980年代に活躍した日本のスピードスケート選手で、現在は日本スケート連盟強化副部長。現役引退後は、西武ライオンズ球団代表を務めた経歴を持つ。

## 経歴

### 現役時代
群馬県吾妻郡嬬恋村出身。嬬恋村立干俣小学校の頃からスポーツは得意だったが、唯一スケートだけは同級生の女子に勝てなかった。中学校でスケート部に入部、2年生の時に軽井沢で行われた大会の500mで45秒8の記録で優勝、中学3年の時には、42秒8の群馬県中学記録を作った。群馬県立嬬恋高等学校に進学、1年の時にインターハイの500mで5位、2年の時に優勝した。レークプラシッドオリンピック出場を目指したが、逃している。
専修大学商学部に進学、1年次に全日本スプリントスピードスケート選手権大会で優勝、世界スプリント選手権では6位となった。2年次の世界スプリント選手権では怪我の影響もあり8位に終わったが、3年次の世界スプリント選手権では総合優勝を果たした。
4年次の1984年サラエボオリンピックでは、前年の世界スプリント選手権に日本人初の優勝を果たしていたこともあり、男子500mの優勝候補に挙げられたが10位に終わり、北沢欣浩（銀メダル）の後塵を拝する敗北を喫した。このとき、アウトレーンスタートだったことや、降雪による天候不良により競技の開始が遅れたことなど、黒岩にとっては不利な状況も指摘されたが、それらについては一切コメントをしなかった。のちに黒岩は当時について、1964年東京オリンピック男子マラソンで銅メダルを獲得しながら、その4年後の1968年1月に「もう疲れ切ってしまって走れません」等と遺書を残して自殺した、円谷幸吉の気持ちがわかったと述べている。
後年、毎日のようにスケート担当記者から、オリンピックでのメダルを期待する取材を受けたことがストレスになっていたことや、ライバルにプレッシャーをかけようとして最終調整をすべき時期に世界記録を出そうとスケベ根性を出してしまったことを明かしている。決勝本番では滑走しながら、まるでゴム人形を操っている様に、体が自分のものではなくなってしまうような感覚を初めて味わったという。レース後の記憶も曖昧で、4日後の1000m決勝（9位）までの調整や、サラエボの街の記憶も残っていない。
1984年大学卒業と同時に西武鉄道の実質的な親会社である国土計画に入社。入社前には堤義明を直接訪ねている。サラエボオリンピック終了後は、当時あまり取り入れられていなかったメンタルトレーニングを行い、実業団スケート部の選手として第一線で活躍。
26歳で迎えた1988年カルガリーオリンピックにおいて、この時奇しくも4年前のサラエボ五輪と全く同じアウトレーンスタートであった。しかし黒岩はその男子500mでは36秒77の自己ベスト記録を出して3位入賞、ようやく悲願のオリンピック銅メダリストとなった。世界スプリント選手権では、1983年大会、1987年大会と2度の総合優勝を飾った。

### 現役引退後
1988年に現役を退いてからは同チームの監督に就任し、中長距離の第一人者となった白幡圭史などを育てる。1998年長野オリンピックでもスピードスケートのコーチとして同行した。
コクドの観光部広報課長補佐を経てプロ野球・西武ライオンズに出向した。広報課長、運営部長を担当した。このライオンズへの出向によりコクドスケート部監督を退任、白幡低迷の原因となった。黒岩本人もソルトレイク五輪に向けて伸びるであろう白幡を1人にしてしまったことを後悔している。
2000年9月13日の松坂大輔の駐車違反で身代わりとして警察署へ出頭し、「自分が駐車した」などと申し出て黒岩の名前で犯則切符を切られた。しかし、たまたまこの駐車違反がFRIDAY2000年10月13日号で報道されたため、黒岩が身代わり出頭していたことを当局が把握することになった（あくまでFRIDAYの報道は松坂の女性アナウンサー（現夫人）宅への宿泊・交際と駐車違反によるレッカー移動を対象としたものであり、FRIDAY側も松坂の免許停止と黒岩の身代わり出頭は把握していなかった）。そのため、この身代わり出頭と合わせて松坂が免許停止中だったことも公になった。その結果、松坂は道路交通法違反、黒岩も犯人隠避の疑いで東京地検に書類送検され、略式起訴により松坂は罰金19万5000円、黒岩は罰金10万円の略式命令を受けた。球団職員が駐車違反の隠蔽に関与していたことから、当時の小野球団社長及び黒岩は責任を取って辞表を提出するにまでに至った。
2004年にはライオンズの球団売却問題に直面した。
2004年12月より、西武球団代表に就任。堤義明オーナーが有価証券報告書偽造問題で辞任した球団運営が難しい時期でもあった。
2007年1月16日付で球団代表からプリンスホテルに人事異動、新高輪プリンスホテル営業支配人に就任。
プロ野球の裏金問題で、2007年5月18日付で人事部付へ降職となる。
2007年7月15日付けをもってプリンスホテルを退社。スケート界への復帰の意向を明らかにした。
日本スケート連盟会長に就任していた橋本聖子から依頼されて、2008年4月1日付けで、富士急行スケート部監督に就任。
2014年ソチオリンピックではコーチに就任。
2015年より日本スケート連盟スピードスケート強化副部長(広報・渉外担当)に就任。
2018年平昌オリンピックより、公益財団法人日本オリンピック委員会のJOCスケート種目アシスタントナショナルコーチを兼任。
2024年3月5日に嬬恋村議会で黒岩を副村長に充てる人事案が承認された。任期は4月1日からの4年間。

## 備考
- アメリカ代表のダン・ジャンセンは現役当時、黒岩彰にとって最大のライバルだったが、同時に仲の良い戦友でもあった。因みにジャンセンは、黒岩が銅メダルを獲得した1988年カルガリーオリンピックで、レース直前に実姉が白血病死の知らせを聞き、その精神的な動揺からか同五輪は男子500m・1000m共に転倒棄権してしまう悲運に見舞われた。それから6年後の1994年リレハンメルオリンピック男子1000mで、ジャンセンが漸く念願の金メダルを獲得した際には、黒岩も自らの事のように喜びながらジャンセンを祝福したという。
- 1980年代のスケート界は黒岩彰を筆頭に、同郷の宗久、悟、康志、美智子ら、黒岩姓の選手が活躍し、「黒岩ジャック」とも呼ばれた。（悟と康志は実の兄弟。黒岩姓は嬬恋村に非常に多い。）

## 主な成績

### 自己ベスト
- 500メートル： 36秒77：1988年2月14日、カルガリー
- 1000メートル：1分14秒27：1986年1月10日
- 1500メートル：2分00秒85：1981年1月9日、日光

### オリンピック
- 1984年サラエボオリンピック
  - 500メートル10位
  - 1000メートル9位
- 1988年カルガリーオリンピック
  - 500メートル銅メダル
  - 1000メートル20位

### 世界スプリント選手権
- 1981年:6位
- 1982年:8位
- 1983年:金メダル
- 1984年:8位
- 1985年:21位
- 1986年:銅メダル
- 1987年:金メダル